# Aasbüttel
Aasbüttel è un comune tedesco del circondario di Steinburg, nello Schleswig-Holstein.